# ديك هيوز (موسيقي)
ديك هيوز (بالإنجليزية: Dick Hughes)‏ هو موسيقي وصحفي وعازف بيانو ومغني أسترالي، ولد في 8 يوليو 1931 في Brighton, Victoria ‏ في أستراليا، وتوفي في 20 أبريل 2018 في Vaucluse, New South Wales ‏ في أستراليا.

## وصلات خارجية
- ديك هيوز على موقع ميوزك برينز (الإنجليزية)
- ديك هيوز على موقع ديسكوغز (الإنجليزية)